# 杨晓红
杨晓红（1961年11月—），祖籍台湾新竹，汉族，中华人民共和国政治人物、云南财经大学副校长。

## 生平
1982年，毕业于昆明师范学院（现云南师范大学）体育系，同年在台湾民主自治同盟云南省委工作，历任台盟云南省委办公室副主任，台盟云南省委办公室主任，台盟云南省委专职副主委。2005年11月，德宏州十二届人大常委会第十七次会议任命，杨晓红出任德宏州副州长。2008年3月至9月期间，挂职任中国证监会北京证监局副局长。2009年3月，任云南财经大学副校长。
2013年，担任全国人大代表，并提议尽早修订《台湾同胞投资保护法》。2017年6月20日，任台盟云南省第九届委员会主任委员。2017年12月9日，任台湾民主自治同盟第十届中央委员会常委、云南省台联会长。2018年1月，当选第十三届全国政协委员。